# Leleupiolus marmoratus
Leleupiolus marmoratus is een hooiwagen uit de familie Assamiidae.